# Glazen Boerderij
https://commons.wikimedia.org/wiki/File:

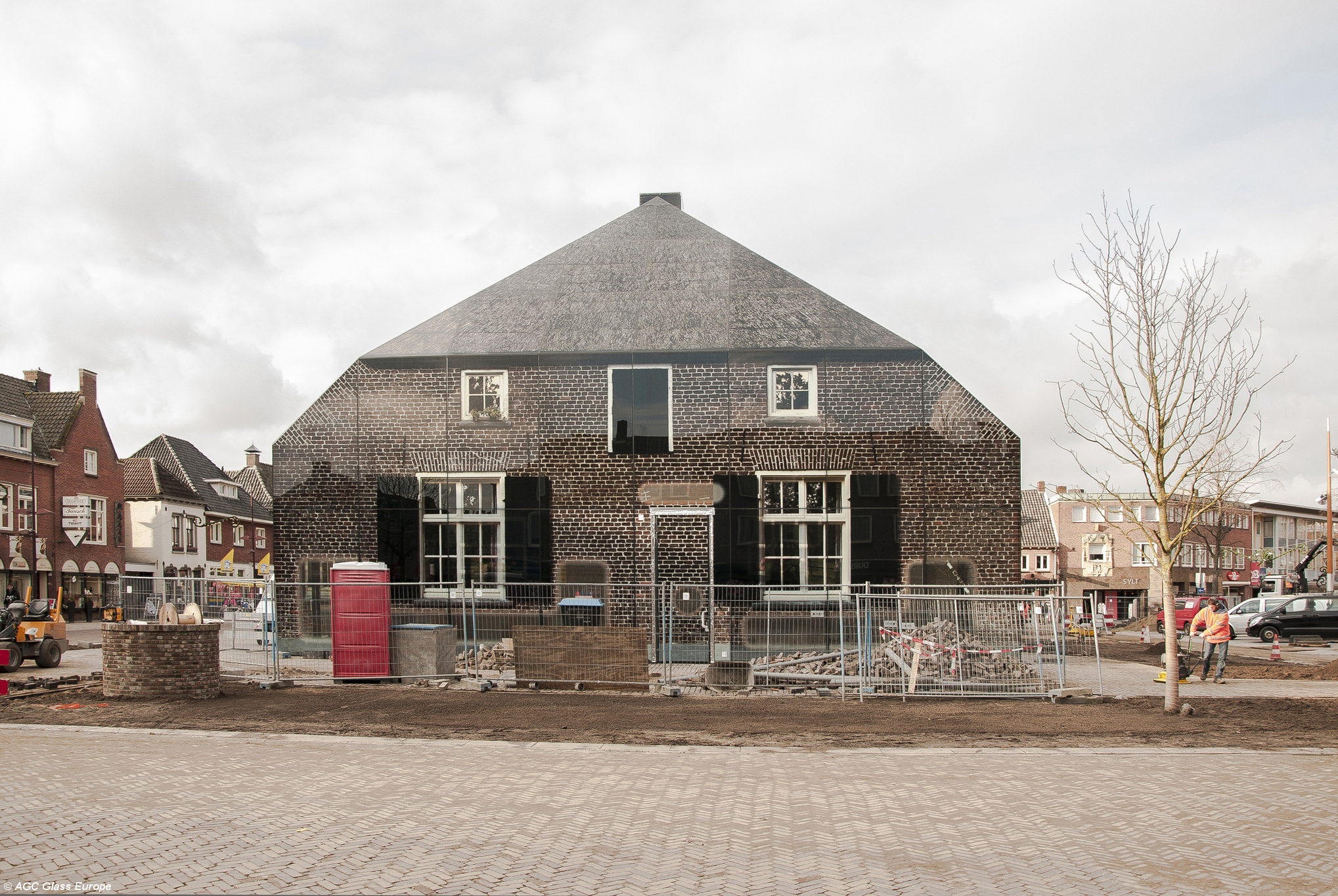
Het gebouw vlak na oplevering begin 2013

De Glazen Boerderij is een langgevelboerderij en multifunctioneel gebouw gelegen aan de Markt van Schijndel in de Nederlandse provincie Noord-Brabant. De boerderij heeft een oppervlakte van 1600 m². Het gebouw is ontworpen door de architect Winy Maas van architectenbureau MVRDV uit Rotterdam.
Het gebouw bestaat uit 1000 puzzelstukjes geprint glas en een stalen frame van 2183 delen (24,5 ton).  De montagetoleranties van de staalconstructie zijn exceptioneel laag (2 mm) omdat anders de prints niet goed aansluiten.
De glazen boerderij was gereed op 1 december 2012 en werd geopend op 17 januari 2013 met onder andere een bijeenkomst in Museum Jan Heestershuis. In het pand zijn winkels, een restaurant, kantoren en een wellnesscentrum gevestigd.